# Huelga General en Brasil de 1917
La huelga general de 1917 fue una huelga de la industria y el comercio brasileño ocurrida en julio de 1917 inicialmente en São Paulo y extendiéndose primero al interior del estado homónimo y luego a los estados de Río de Janeiro y Río Grande del Sur. Desarrollada de manera paralela a la Primera Guerra Mundial. Fue promovida por organizaciones obreras de inspiración anarquista aliadas a la prensa libertaria. Fue la primera huelga general de la historia brasileña y duró un mes.